# Ambasada Kolumbii w Warszawie

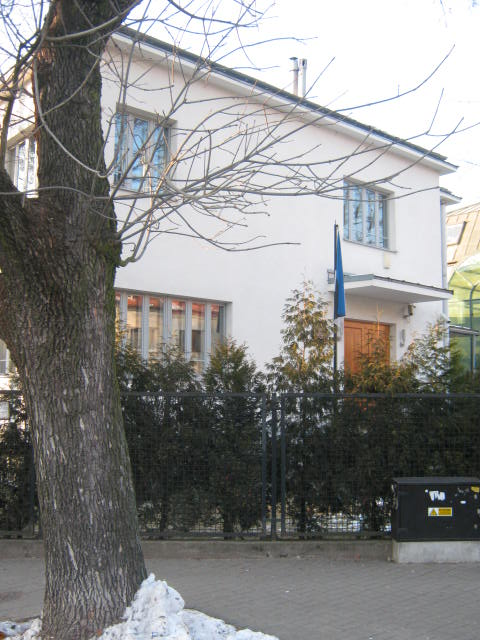
b. siedziba Ambasady Kolumbii przy ul. Karwińskiej 1 (1990)

Ambasada Kolumbii w Warszawie (hiszp. Embajada del Colombia en Polonia) – kolumbijska placówka dyplomatyczna znajdująca się w Warszawie przy ul. Zwycięzców 29.
Ambasador Kolumbii w Warszawie akredytowany jest także w Bułgarii, Republice Estońskiej, Republice Litewskiej, Republice Łotewskiej, Republice Mołdawii, Rumunii i na Ukrainie.

## Siedziba

### Okres międzywojenny
Stosunki dyplomatyczne pomiędzy Polską i Kolumbią nawiązano w 1933. W okresie od 1934 funkcjonował w Warszawie przy ul. Skorupki 4 (1938) konsulat Kolumbii, w tym samym roku podniesiony do rangi konsulatu generalnego przy ul. Puławskiej 26. Od 1935 w Warszawie było akredytowane poselstwo z siedzibą w Berlinie, najpierw przy Kurfürstendamm 63 (1937), następnie przy Admiral-von-Schrōder-Straße 10, ob. Köbisstraße (1938), i Bleibtreustraße 33 (1939).

### Po 1945
Stosunki dyplomatyczne reaktywowano w 1945, zawieszając je w okresie lat 1952–1969. W 1967 Kolumbia otworzyła w Warszawie konsulat, zamieniając jego rangę na ambasadę w 1972, która mieściła się przy ul. Nowy Świat 42 (1972-1974), ul. Zwycięzców 29 (1975-1978), ul. Świętokrzyskiej 36 (1979-1981), ul. Zwycięzców 29 (1984-1988), ul. Karwińskiej 1 (1990), ul. Zwycięzców 29 (1991-).